# Lodovica World Tour 2015
Lodovica World Tour 2015 ou Lodo Live 2015 é a primeira turnê solo da cantora italiana Lodovica Comello para promover seu primeiro álbum de estúdio em carreira solo, Universo e o segundo álbum de estúdio Mariposa.

## Setlist
1. Introdução
2. Universo (acústico)
3. La Cosa Más Linda
4. La Historia
5. Sòlo Música
6. Un posto libero
7. Una Nueva Estrella
8. Otro Día Más
9. No voy a caer
10. Vuelvo (o Vado)
11. Medley Violetta (Veo Veo, Hoy somos más, Ven y canta/Vieni e canta, Aprendí a Decir Adiós)
12. Ci vediamo quando è buio
13. Sin usar palabras
14. Un viaggio intorno al mondo
15. Crazy Love
16. Para siempre
17. Historia blanca (o Libro bianco)
18. I Only Want to Be with You
19. Il mio amore appeso a un filo (o Mi amor pende de un hilo)
20. Todo el resto no cuenta
21. Universo
22. We are family

## Apresentações
| Data                    | Cidade                 | País     | Lugar                                 | Público        |
| ----------------------- | ---------------------- | -------- | ------------------------------------- | -------------- |
| Europa                  |                        |          |                                       |                |
| 01 de Fevereiro de 2015 | Roma                   | Itália   | Auditorium Conciliazione              | 3.526 / 3.526  |
| 07 de Fevereiro de 2015 | Milão                  | Itália   | Teatro Linear4Ciak                    | 2.800 / 2.800  |
| 10 de Fevereiro de 2015 | Turim                  | Itália   | Teatro Colosseo                       |                |
| 21 de Fevereiro de 2015 | Padova                 | Itália   | Gran Teatro Geox                      | 4.000 / 4.500  |
| 26 de Fevereiro de 2015 | Bari                   | Itália   | Teatro Team                           |                |
| 28 de Fevereiro de 2015 | Nápoles                | Itália   | Teatro Palapartenope                  | 2.200 / 2.200  |
| 01 de Março de 2015     | Catanzaro              | Itália   | Teatro Politeama di Catanzaro         | 1.860 / 1.860  |
| 03 de Março de 2015     | Palermo                | Itália   | Teatro Al Massimo                     | 1.358 / 1.358  |
| 04 de Março de 2015     | Catânia                | Itália   | Teatro Metropolitan                   | 1.200 / 1.200  |
| 06 de Março de 2015     | Rende                  | Itália   | Teatro Garden                         | 936 / 936      |
| 08 de Março de 2015     | Lecce                  | Itália   | Teatro Politeama Greco                |                |
| 10 de Março de 2015     | Pordenone              | Itália   | Teatro Giuseppe Verdi                 |                |
| 13 de Março de 2015     | Udine                  | Itália   | Teatro Nuovo Giovanni da Udine        | 1.168 / 1.168  |
| 15 de Março de 2015     | Bologna                | Itália   | Europauditorium                       | 1.300 / 1.350  |
| 17 de Março de 2015     | Pescara                | Itália   | Teatro Massimo                        | 850 / 850      |
| 18 de Março de 2015     | Florença               | Itália   | OBIHall                               | 1.440 / 1.700  |
| 21 de Março de 2015     | Barcelona              | Espanha  | Teatro Barts                          | 1.200 / 1.500  |
| 02 de Abril de 2015     | Porto                  | Portugal | Coliseu do Porto                      | 3.500 / 5.000  |
| 04 de Abril de 2015     | Lisboa                 | Portugal | Coliseu dos Recreios                  | 4.000 / 5.700  |
| 24 de Abril de 2015     | Bruxelas               | Bélgica  | Cirque Royal                          | 2.000 / 3.500  |
| 25 de Abril de 2015     | Paris                  | França   | Casino de Paris                       |                |
| 03 de Maio de 2015      | Sevilha                | Espanha  | Teatro Auditorio Riberas del Guadaira | 1.250 / 1.500  |
| 05 de Maio de 2015      | Madri                  | Espanha  | Teatro Nuevo Apollo                   |                |
| 26 de Junho de 2015     | San Daniele del Friuli | Itália   | Piazza Vittorio Emanuele              | 2.000 (aprox.) |
| 28 de Junho de 2015     | Varsóvia               | Polónia  | Ursynów Arena                         | 2.000 / 2.000  |
| 25 de Julho de 2015     | Mondragon              | Itália   | Foof                                  | 2.000 (aprox.) |
| 10 de Outubro de 2015   | Milão                  | Itália   | Teatro Manzoni                        |                |
| 24 de Outubro de 2015   | Roma                   | Itália   | Teatro Brancaccio                     |                |
| 25 de Outubro de 2015   | Nápoles                | Itália   | Casa della musica                     |                |